# Itoiz
Gli Itoiz sono una banda basca di folk progressivo nata a Mutriku (Gipuzkoa, Spagna), attiva dal 1978 al 1988.

## Formazione
- Juan Carlos Pérez: Chitarra e Voce
- Foisis (José Gárate): Basso
- Jose A. Fernández: Piano e tastiere (fino al 1985)
- Estanis Osinalde: Batteria (fino al 1979)
- Joseba Erkiaga: Flauto (fino al 1982)
- German Ors: Chitarra (1981-1983)
- Jimmi Arrabit: Batteria (dal 1982)
- Jean-Marie Ecay: Chitarra (1983-1985)
- Xabi Pery: Chitarra (1987-1988)

## Discografia
- Itoiz (1978)
- Ezekiel (1980)
- Alkolea (1982)
- Musikaz blai (1983)
- Espaloian (1985)
- Ambulance (1987)
- Eremuko dunen atzetik dabil... (1988)
- Itoiz 1978-1988 (2000)